# Csenger
Cinghir (în maghiară Csenger) este un oraș în districtul Csenger, județul Szabolcs-Szatmár-Bereg, Ungaria, având o populație de 5.026 de locuitori (2011). 

## Demografie
Componența etnică a orașului Cinghir
     Maghiari (87,12%)
     Romi (11,4%)
     Necunoscut (0,08%)
     Alții (1,4%)
Componența confesională a orașului Cinghir
     Reformați (60,17%)
     Greco-catolici (9,49%)
     Romano-catolici (8%)
     Fără religie (2,53%)
     Necunoscută (19%)
     Alte religii (2,63%)
Conform recensământului din 2011, orașul Cinghir avea 5.026 de locuitori. Din punct de vedere etnic, majoritatea locuitorilor (87,12%) erau maghiari, cu o minoritate de romi (11,4%). Apartenența etnică nu este cunoscută în cazul a 0,08% din locuitori.  Din punct de vedere confesional, majoritatea locuitorilor (60,17%) erau reformați, existând și minorități de greco-catolici (9,49%), romano-catolici (8,0%) și persoane fără religie (2,53%). Pentru 19,0% din locuitori nu este cunoscută apartenența confesională.